# Filipe da Silva (Portalegre)
Felipe da Silva (? - 1644), foi um militar português ao serviço de Espanha. 
Filho de D. Filipa da Silva (1550-1590), 4ª Condessa de Portalegre, e de D. Juan de Silva (1528-1601), embaixador espanhol na corte de D. Sebastião e Conde de Salinas. Era irmão de D. Manrique da Silva, 1º Marquês de Gouveia, mordomo-mor de D. João IV e membro do seu Conselho de Estado.
Em 1638 formava parte do Conselho de Guerra da Flandres, juntamente com os Marqueses de Mirabel e de Cerralvo, o Conde de La Fera e os Barões Grovendoc e Valançon.
Após a revolta de 1 de Dezembro de 1640, esteve preso em Burgos, sendo libertado em 1643, após o qual recebeu ordens para se dirigia a Madrid onde foi provido do comando das forças espanholas na Catalunha, apesar de já ser velho e sofrer de gota. 
Liderou a tomada de Monzon (Montsó) em 1643 e de Lérida (Lleida) em 1644, ano em que morreu.